# Le Gora
Le Gora est une courte pièce de théâtre en un acte de Georges Courteline, parue en 1920, qui met en scène les difficultés d'un couple aux prises avec des liaisons. grammaticales. Il s’agit d’une discussion entre un homme soucieux de préserver la langue de Molière et sa maîtresse, peu lettrée.